# Lunar Reconnaissance Orbiter

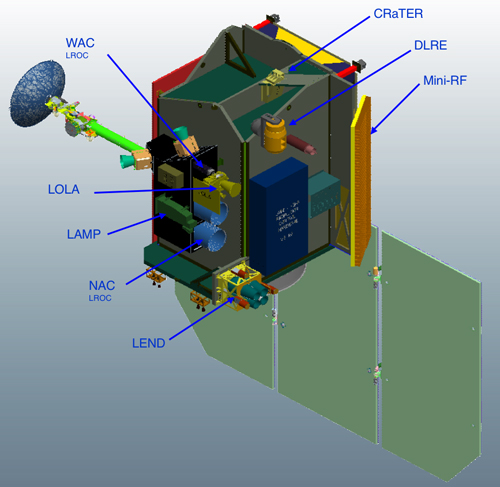
Rozmieszczenie instrumentów naukowych sondy LRO

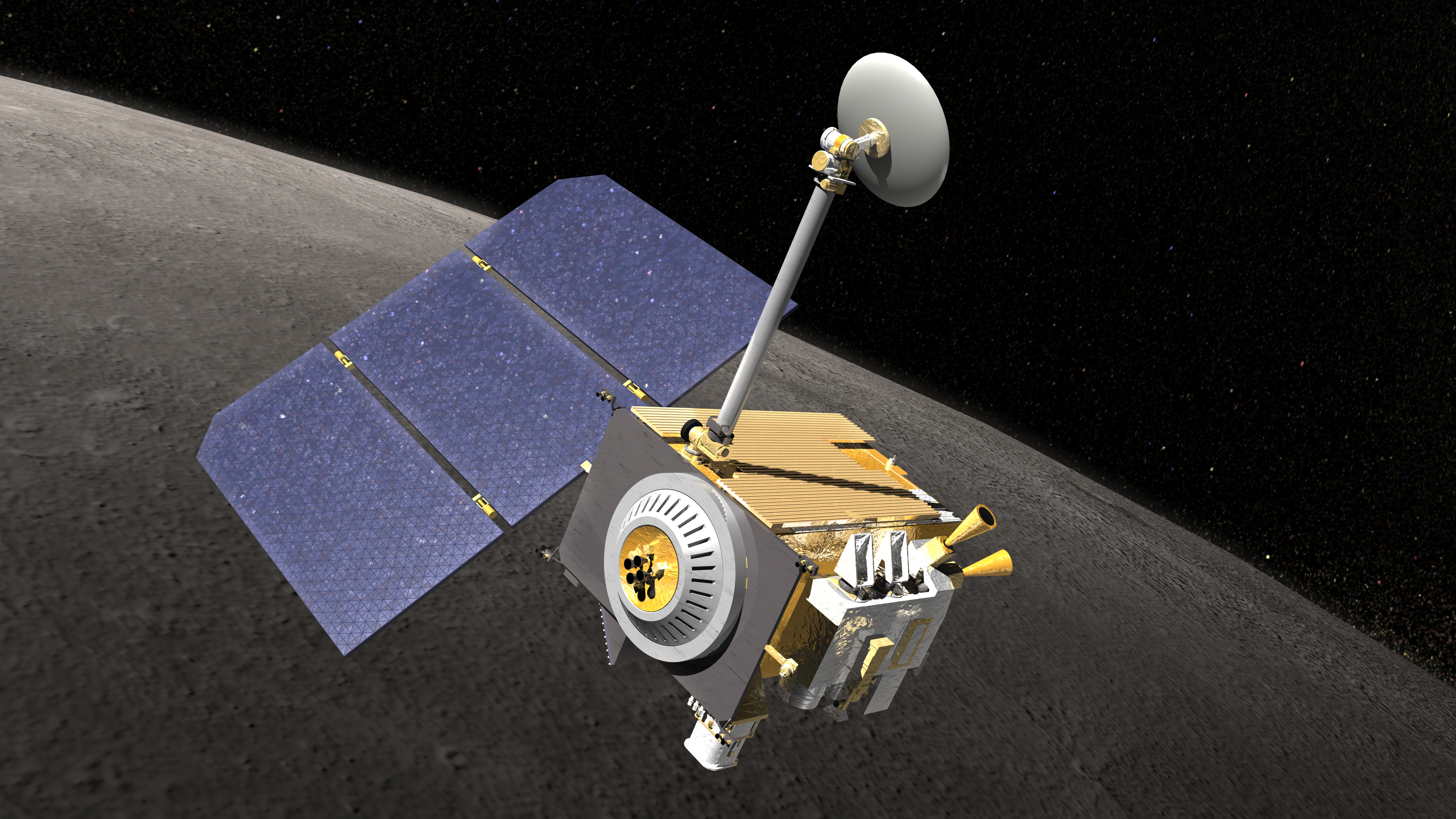
Graficzne przedstawienie satelity LRO na orbicie okołoksiężycowej

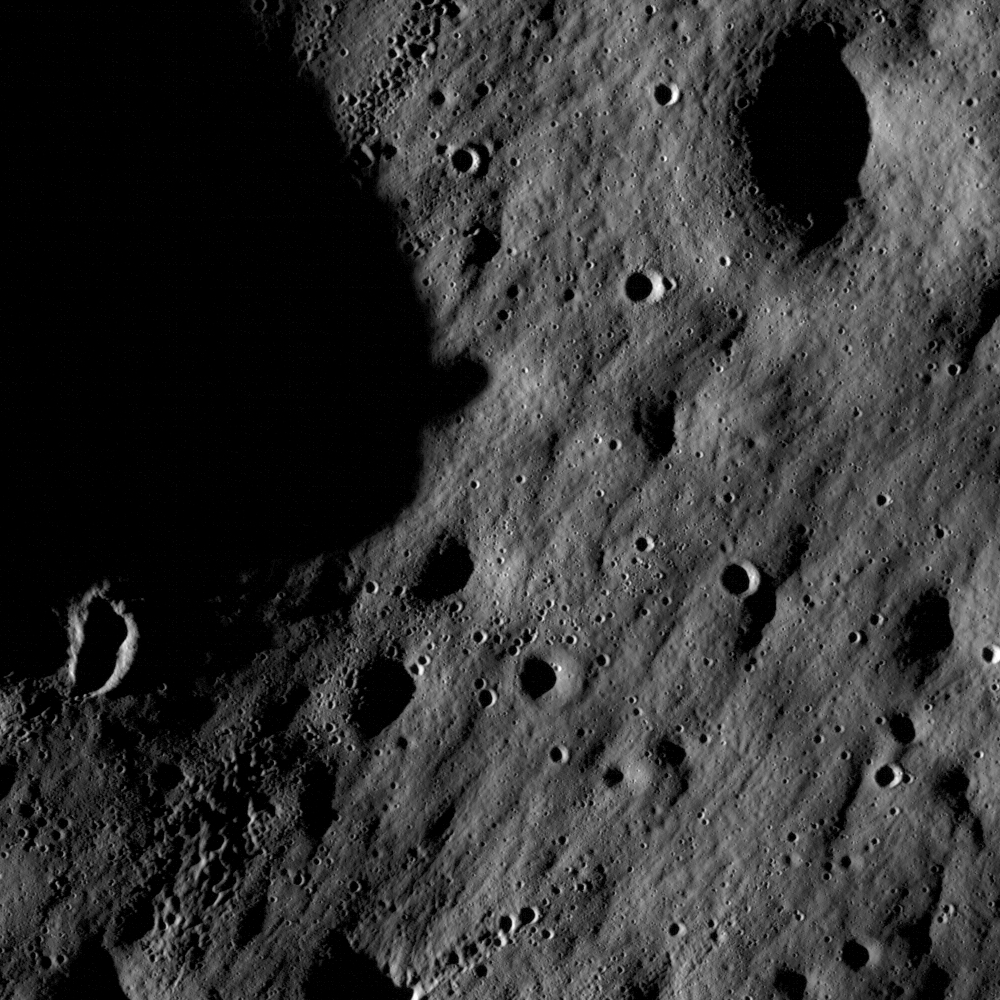
Jedno z pierwszych zdjęć powierzchni Księżyca wykonanych przez LRO

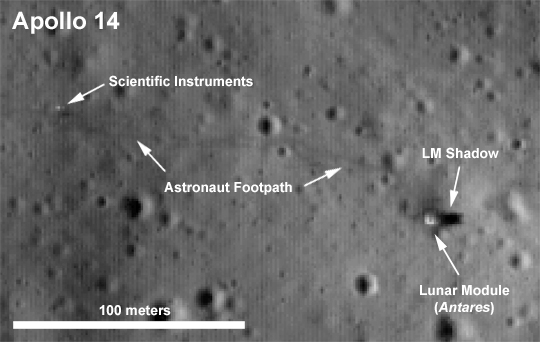
Miejsce lądowania Apollo 14 na zdjęciu wykonanym przez LRO. Widoczna jest podstawa lądownika LM, instrumenty naukowe i ścieżka pozostawiona przez astronautów

Lunar Reconnaissance Orbiter (LRO) – amerykańska sonda kosmiczna. Sztuczny satelita Księżyca. Podstawowym zadaniem sondy jest przeprowadzanie obserwacji na potrzeby programu lotów załogowych na Księżyc.

## Cele misji
- Wykonanie szczegółowych map topograficznych powierzchni Księżyca.
- Obserwacja regionów biegunowych Księżyca, w tym obszarów wiecznie zacienionych.
- Identyfikacja miejsc lądowań dla przyszłych załogowych i bezzałogowych misji księżycowych.
- Pomiary poziomów promieniowania kosmicznego na orbicie wokółksiężycowej.
- Identyfikacja złóż lodu wodnego i innych potencjalnych surowców możliwych do przyszłej eksploatacji.

## Konstrukcja sondy
Sonda jest stabilizowana trójosiowo. Do boku statku przymocowane jest pojedyncze, złożone z trzech paneli, skrzydło ogniw słonecznych o powierzchni 10,7 m². Dostarcza ono energię o mocy 1850 W (pod koniec misji), dające średnio 800 W podczas każdej orbity. Ogniwa ładują baterie litowo-jonowe o pojemności 80 Ah. Maksymalna prędkość przesyłania danych na Ziemię (w paśmie Ka i paśmie S) wynosi 100 megabitów na sekundę. Dziennie przesyłane jest do 461 gigabitów danych. Całkowita masa startowa sondy wynosiła 1916 kg, w tym 898 kg paliwa dla silników korekcyjnych.
Sonda LRO została skonstruowana w należącym do NASA ośrodku Goddard Space Flight Center.

## Instrumenty naukowe
Na pokładzie sondy znajduje się 6 podstawowych instrumentów naukowych oraz dodatkowy instrument eksperymentalny (Mini-RF).
- Cosmic Ray Telescope for the Effects of Radiation (CRaTER) – teleskop promieniowania kosmicznego służący do badania wpływu galaktycznego i słonecznego promieniowania kosmicznego na równoważne tkankom biologicznym tworzywa sztuczne; scharakteryzuje środowisko radiacyjne w otoczeniu Księżyca i określi wielkość promieniowania, na które mogą być wystawieni astronauci;
- Diviner Lunar Radiometer Experiment (DLRE) – radiometr; wykonuje pomiary temperatury całej powierzchni Księżyca z rozdzielczością przestrzenną 300 m, określa obfitość skał w miejscach planowanych lądowań oraz miejsca możliwych złóż lodu wodnego;
- Lyman-Alpha Mapping Project (LAMP) – spektrometr obrazujący w ultrafiolecie; wykonuje mapy wiecznie zacienionych obszarów w okolicach biegunowych oświetlonych jedynie przez światło gwiazd, służy do poszukiwania lodu i szronu wodnego na powierzchni Księżyca; badania śladowej atmosfery księżycowej; obserwacje w zakresie długości fal 1200 – 1800 Å;
- Lunar Exploration Neutron Detector (LEND) – detektor neutronów; wykonuje mapy rozmieszczenia wodoru na powierzchni Księżyca z czułością 100 ppm i rozdzielczością przestrzenną 5 km, które posłużą do zbadania rozmieszczenia możliwych przypowierzchniowych złóż lodu wodnego;
- Lunar Orbiter Laser Altimeter (LOLA) – wysokościomierz laserowy o dokładności pomiarów wysokości terenu wynoszącej 1 m; służy także do detekcji lodu w obszarach wiecznie zacienionych i pomiarów pola grawitacyjnego;
- Lunar Reconnaissance Orbiter Camera (LROC) – zestaw 3 kamer:
  - 2 kamery wąskokątne (NACs) – kamery panchromatyczne o rozdzielczości 0,6 m; obserwacje w zakresie długości fal 400-750 nm;
  - kamera szerokokątna (WAC) – kamera o rozdzielczości 100 m w zakresie światła widzialnego i 400 m w zakresie ultrafioletu; 7 filtrów barwnych w zakresie długości fal od 315 do 680 nm;

Kamery służą do identyfikacji potencjalnych miejsc lądowań, identyfikacji obszarów wiecznie zacienionych i wiecznie oświetlonych przez Słońce, wykonania map rozmieszczenia ilmenitu i innych minerałów, określenia ryzyka związanego z częstością upadków meteorytów.
- Miniature Radio-Frequency Technology Demonstration (Mini-RF) – eksperymentalny radar obrazujący z aperturą syntetyczną; służy do poszukiwania depozytów lodu wodnego.

Instrument LEND został zbudowany w Rosji, pozostałe instrumenty powstały w Stanach Zjednoczonych.
Kamery wąskokątne mają wystarczającą zdolność rozdzielczą, żeby dostrzec podstawy lądowników księżycowych i pojazdy LRV misji Apollo oraz lądowniki Surveyor i Łuna.

## Przebieg misji
Lunar Reconnaissance Orbiter został wyniesiony 18 czerwca 2009 roku przez rakietę nośną Atlas V 401. Razem z sondą LRO na trajektorię w kierunku Księżyca została także wprowadzona, jako ładunek dodatkowy, sonda (impaktor) LCROSS. Po 44 min 43 s od startu sonda LRO oddzieliła się od LCROSS.
23 czerwca 2009 o 09:47 UTC LRO uruchomił na 39 min i 28 s silniki manewrowe i wykonał manewr wejścia na wstępną orbitę okołoksiężycową o peryselenium wynoszącym 220 km, aposelenium 3100 km i nachyleniu 90°.
24 czerwca 2009 o 10:56 UTC wykonano, trwający 12 min, manewr obniżenia orbity do wysokości 200 × 1680 km.
25 czerwca 2009 o 10:32 UTC orbita została obniżona do 199 × 740 km.
26 czerwca 2009 12:25 UTC orbita została obniżona do 200 × 200 km.
27 czerwca 2009 sonda osiągnęła orbitę przebiegającą na wysokości od 31 do 209 km nad powierzchnią Księżyca, na której będzie się znajdować przez okres do 60 dni. W tym czasie zostaną wykonane testy i kalibracje wszystkich urządzeń i instrumentów.
30 czerwca 2009 zostały uruchomione kamery LROC, które wykonały pierwsze testowe zdjęcia powierzchni Księżyca.
20 sierpnia 2009 Lunar Reconnaissance wykonał wspólny eksperyment z indyjską sondą Chandrayaan-1. Radar Mini-SAR na pokładzie sondy Chandrayaan-1 posłużył do wysłania sygnałów radarowych do wnętrza stale zacienionego krateru Erlanger w okolicy północnego bieguna Księżyca. Odbite od jego powierzchni fale miały być jednocześnie odbierane przez radar Mini-RF na pokładzie LRO. Eksperyment zakończył się jednak niepowodzeniem z powodu problemów z utrzymaniem właściwej orientacji sondy Chandrayaan-1.
Orbita robocza sondy będzie kołowa, okołobiegunowa, odległa o 50 km od powierzchni. Misja podstawowa sondy na tej orbicie ma trwać rok. Możliwa jest dalsza misja przedłużona trwająca do 5 lat na orbicie o wysokości 30 × 216 km.
Całkowity koszt misji planowany jest na 504 miliony dolarów amerykańskich.